# حصارک (تهران)
حِصارَک نام منطقه‌ای در منتهی‌الیه شمال غربی تهران است.
این محله از سمت شمال به رشته کوه‌های توچال، از جنوب به جادهٔ قدیمی کن به تجریش (بلوار سیمون بولیوار)، از شرق به مرادآباد، از غرب به زمین‌های کن مرتبط است. در قدیم نام این روستا به حصارک کن مشهور بوده است.
طبق صورتجلسه مجلس شورای ملی، قریه حصارک در سال ۱۳۱۳ به نام آقایان شیخ محمود و حاجی میرزا ابولقاسم بلورچی تقاضای ثبت شده و در سال ۲۰ سند مالکیت صادر شده است‏
دانشگاه آزاد اسلامی واحد علوم و تحقیقات در این منطقه واقع شده است.